# Forgès
Forgès is een gemeente in het Franse departement Corrèze (regio Nouvelle-Aquitaine) en telt 319 inwoners (1999). De plaats maakt deel uit van het arrondissement Tulle.

## Geografie
De oppervlakte van Forgès bedraagt 10,4 km², de bevolkingsdichtheid is 30,7 inwoners per km².
De onderstaande kaart toont de ligging van Forgès met de belangrijkste infrastructuur en aangrenzende gemeenten.

## Demografie
Onderstaande figuur toont het verloop van het inwonertal (bron: INSEE-tellingen).